# Richard Terrile
Richard J. Terrile (1951) é um  astrônomo estadunidense e foi um dos cientistas que participou do projeto da sonda Voyager, o qual descobriu várias luas de Saturno, Urano, e Netuno. Atualmente trabalha no Jet Propulsion Laboratory da NASA.

## Vida
Terrile nasceu em 22 de Março de 1951. Passou a juventude em Flushing, no Queens, na cidade de Nova York. Estudou na Universidade Estadual de Nova York em Stony Brook onde se formou com dupla licenciatura, em Física e Astronomia. Fez o doutorado em Planetologia no Instituto de Tecnologia da Califórnia aonde trabalhou em um telescópio de 5 metros no observatório Palomar. Foi discípulo de Tobías C. Owen. Na década de 1980 participou como astrônomo na missão das sondas Voyager I e Voyager II onde fez vários descobrimentos. Já trabalhou em vários projetos da NASA no estudo de planetas extrassolares.

## Descobertas
- Em Outubro de 1980 descobriu nas fotografias tiradas pela Voyager I o satélite natural Atlas, que orbita Saturno na borda exterior do anel A.
- Ainda em 1980, descobriu o satélite natural saturniano Telesto, que possui uma órbita excêntrica no anel F do planeta.
- Em 1984 descobriu um disco protoplanetário de gás e poeira orbitando a estrela Beta Pictoris.
- Em 20 de Janeiro de 1986, através das imagens obtidas pela Voyager II, sua equipe descobriu os satélites naturais uranianos Ofélia e Cordélia.
- Em 1989, quando a Voyager II aproximou-se de Netuno, a equipe de Terrile descobriu os satélites naturais neptunianos Náiade e Talásia.